# 土曜映画招待席 (TBSテレビ)
『土曜映画招待席』（どようえいがしょうたいせき）は、1985年10月5日から1989年9月30日までTBSで放送されていた映画番組である。その後も1989年10月14日から1992年3月28日まで『土曜シネマシアター』（どようシネマシアター）と題して放送されていた。

## 概要
1970年代までは関東の民放各局に邦画の放送枠が存在していたが、1980年代に入るとその放送枠も段々と少なくなってきた。そんな中TBSは、土曜正午前後にヒット番組が少ないのに目を付け、久しぶりの邦画放送枠を設置した。
放送作品は『社長シリーズ』や『お姐ちゃんシリーズ』を筆頭とする東宝の作品、『トラック野郎シリーズ』を筆頭とする東映の作品、『旅行シリーズ』を筆頭とする松竹の作品が多く、また時には洋画も放送した。そして『若い季節』正続や『サラリーマン忠臣蔵』正続などのように、それまで全く知られていなかった作品が放送されたことで人気が再燃する作品が多かった。
1992年3月28日の放送をもって6年半の幕を降ろし、その後は『ザ・サスペンス』などの長時間ドラマ枠で放送された2時間ドラマの再放送枠『特選!傑作ドラマシリーズ』に替わったのち、1996年4月以降は『王様のブランチ』の午後の部が放送されている。そして地上波での邦画専門の映画番組は深夜へと移行していくことになる。

## 放送時間
いずれも日本標準時。

### 土曜映画招待席
- 土曜 10:00 - 11:35 （1985年10月5日 - 1987年3月28日）
- 土曜 12:00 - 13:54 （1987年4月11日 - 1989年9月30日）

### 土曜シネマシアター
- 土曜 12:00 - 13:48 （1989年10月14日 - 1992年3月28日） - 改題とともに放送枠が6分縮小。

## 放送作品
- 社長シリーズ
  - サラリーマン忠臣蔵
  - 続サラリーマン忠臣蔵
  - サラリーマン清水港
  - 続サラリーマン清水港
  - 社長道中記
  - 続・社長道中記
  - 社長漫遊記
  - 社長外遊記
- お姐ちゃんシリーズ
- 若大将対青大将
- 若い季節
- 続・若い季節
- てなもんや東海道
- てなもんや幽霊道中
- トラック野郎シリーズ
- ドーベルマン刑事
- 集金旅行
- 東京裁判 - 1987年8月15日に『終戦記念日特別企画』として、12:00 - 17:00の拡大版で放送。また、本番組は通常解説者を置かなかったが、この時だけは『月曜ロードショー』でお馴染みの荻昌弘が解説を担当した。
- ママ、泣かないで
- あゝ声なき友
- ひばりのすべて - 1989年7月15日放送。同年6月24日の美空ひばり逝去を受けての追悼企画。放送翌週の7月22日には12:00 - 16:00に美空ひばり本葬中継『さようなら美空ひばり』が行われたため、本番組は休止した。
- ほか多数

## 参考資料
- TBS50年[要検証 – ノート][要ページ番号]
- 毎日新聞縮刷版[どれ?]

| TBS 土曜10:00枠 | TBS 土曜10:00枠                                       | TBS 土曜10:00枠 |
| 前番組 | 番組名                                                | 次番組 |
| --- | ----------------------------------------------------- | --- |
| 奥さま広場 ※10:00 - 10:15これが世界だ ※10:15 - 10:55ザ・センター ※10:55 - 11:10ご存じですか奥さま ※11:10 - 11:25まんが世界昔ばなし 再放送 ※11:25 - 不明 | 土曜映画招待席 （1985年10月5日 - 1987年3月28日）      | 世界の結婚式 （1987年4月？ - 1996年3月30日） ※10:00 - 10:15生きる〜こころと健康 ※10:15 - 10:30女と男 聞けば聞くほど… （1987年4月 - 1996年3月） ※10:30 - 11:30 |
| TBS 土曜12:00枠 |                                                       | |
| 12時のスペシャル | 土曜映画招待席 （1987年4月11日 - 1989年9月30日）      | 土曜シネマシアター （1989年10月14日 - 1992年3月28日） ※12:00 - 13:48ハーイ!TBSです ※13:48 - 13:54                                                             |
| TBS 土曜12:00枠 |                                                       | |
| 土曜映画招待席 （1987年4月11日 - 1989年9月30日） ※12:00 - 13:54                                                                                         | 土曜シネマシアター （1989年10月14日 - 1992年3月28日） | 特選!傑作ドラマシリーズ |